# رادیو کتاب
رادیو کتاب یک شبکه رادیویی غیرفعال در کشور ایران است. این رادیو که از زمستان ۱۳۹۱ کار خود را آغاز کرده بود وابسته به صدا و سیمای جمهوری اسلامی ایران بود و بر روی موج اف ام ردیف ۹۵/۵ پخش می‌شد. رادیو کتاب با شعار جایی بین جوانان ایران و " می‌خوانم، می‌خوانی، می‌شنویم " شروع به فعالیت کرده بود.

## محورهای موضوعی
محورهای اصلی برنامه‌های رادیو کتاب شامل سه دسته موضوعات می‌شود: تألیف کتاب، نشر و کتابخوانی. مسایل مختلف حیطه نشر و کتابخوانی شامل معرفی کتاب، بررسی وضع چاپ و نشر، آسیب‌شناسی کتاب، وضع نشر در استان‌ها و بررسی کتاب‌های علمی و پژوهشی از حوزه‌های اصلی برنامه‌های این رادیو است و رادیو کتاب به‌طور خاص بر موضوعات دینی، معارفی، دفاع مقدس و زبان فارسی تأکید بیشتری خواهد داشت.

## عنوان برنامه‌ها
از میان گفته‌ها، قصه‌خوانی، رادیو روزگار، متن و بطن، فانوس، ایوان دانش، چاپخانه، کوچه‌باغ کتاب، وقایع اتفاقیه، سرای قلم، قلمستان، هنر مکتوب، مسابقه کتابداران، کتاب شنیداری، با کتابداران، عیار، باغ ملی، کتاب سبز، از میان واژه‌ها، مدال و مرکب، پیک دانایی، شیرازه، جمعه آسمانی، مشق عشق، قلمرو، قدم با قلم، گنجینه، صفحه مجازی، رهگذر قصه‌ها، دیباچه و…

## راه اندازی مجدد
این شبکه رادیویی در تاریخ اول اردیبهشت ماه ۹۷ فعالیت خود را با تولید و پخش برنامه‌هایی با موضوع کتاب و کتاب خوانی از سرگرفت.